# Mélanie Bonis
Mélanie Hélène Bonis, kendt som Mel Bonis (21. januar 1858 i Paris – 18. marts 1937 i Sarcelles) var en fransk klassisk komponist. Hun skrev mere end 300 værker, herunder stykker for solo- og firhændigt klaver, samt orgelstykker, kammermusik, koraler, en messe og orkesterværker.

## Liv
Melanie Bonis blev født i en lavere middelklassefamilie, og blev strengt katolsk opdraget. Musikalsk begavet lærte hun sig selv at spille klaver. Da hun var tolv år, blev hendes forældre overtalt til at hun måtte få formel undervisning. Som 16-årig begyndte hun på konservatoriet (bl.a. sammen med Debussy), og fik undervisning af Cesar Franck. Hun ændrede sit navn til det mere androgyne  Mel, da det var svært at være kvindelig komponist. Men hendes forældre arrangerede et ægteskab for hende, trak hende ud af konservatoriet, og hun blev gift i 1883 med den 22 år ældre Albert Domange og fik tre børn. Domange kunne ikke lide musik.
I 1899 får hun en datter med en tidligere kæreste, Amédée Hettich,
Hendes klaverkvartet opføres i 1901, og hun komponerer fortsat de næste 20 år, men har vanskeligt ved at opnå anerkendelse.

## Kompositioner
Bonis skriver kammermusik, lieder, kormusik, en messe, orgelmusik, orkesterværker, musik for børn og klavermusik - i alt mere end 300 værker. Hendes musik er melodisk og harmonisk.
Lyt til Mélanie Bonis’ sonate for violin og klaver fra 1922. Kølig, drømmende og meget fransk med en svag sødme i tonen. Bonis tog det kønsneutrale fornavn Mel for at få sin musik frem. Hendes sonate har et skær af melankoli og låner fra græsk folkemusik. Det tilter en af satserne i retning af det tragiske.
(Politiken 22.9.2021 Thomas Michelsen: Kvinderne i klassisk musik - hvor er de henne?